# Оттон IV (герцог Баварії)
Оттон IV (*Otto IV, 3 січня 1307 — 14 грудня 1334) — герцог Нижньої Баварії у 1310—1334 роках.

## Життєпис
Походив з династії Віттельсбахів. Молодший син Стефана I, герцога Нижньої Баварії, і Ютти Свидницької. Народився у 1307 році у Лансгуті. Після смерті в 1310 році батька Оттон IV став спільно зі старшим братом Генріхом XIV володарем герцогства. За опікунство над малими герцогами почали боротьбу родич Людвіг IV, герцог Верхньої Баварії, і Фрідріх Габсбург, герцог Австрії. 9 листопада 1313 року Людвіг IV розбив австрійські війська в битві при Гамельсдорфі, і Фрідріх австрійський був змушений відмовитися від претензій на Нижню Баварію. Надалі Оттон IV опинився під опікою герцога Верхньої Баварії.
Більшість зусиль була спрямована на конфлікти зі своїм братом, оскільки Оттон IV не бажав правити спільно. У 1322 році справа дійшла до війни, проте жодна зі сторін не досягла певного успіху. 1329 року уклав союз зі стриєчним братом Генріхом XV та імператором Людвігом IV. 1330 року їх спільні війська завдали низку поразок Генріху XIV.
Зрештою у 1331 році було домовлено про розподіл герцогства Нижня Баварія. Тоді Оттон IV отримав Бурггаузен, Траунштайн, Еттінг, Галль, світські права у Зальцбурзькому архієпископстві. Втім вже у 1332 році з огляду на загрозу з боку Габсбургів Оттон IV погодився перейти до спільного правління Нижньою Баварією. Але вже у 1333 році знову відокремив володіння, отрманні за угодою 1331 року. Помер у 1334 році. Оскільки не мав спадкоємцем, то заповів герцогство Баварію-Бурггаузен імператору Людвігу IV.

## Родина
Дружина — Ріхарда, донька Герхарда V, герцога Юліха.
Діти:
- Альбрехт (1332—1333)